# NEC Corporation
NEC Corporation (日本電気株式会社 Nippon Denki Kabushiki Kaisha o en inglés Nippon Electric Company, Limited?) es una compañía multinacional japonesa de tecnología y comunicaciones con oficina central en Minato-ku, Tokio (Japón). NEC proporciona soluciones IT (tecnologías de información) y soluciones de comunicaciones a empresas y al gobierno. La compañía está dividida en tres principales ramas: Soluciones IT, Soluciones de Comunicaciones y Dispositivos Electrónicos. Las soluciones IT ofrecen a sus clientes software, hardware y otros servicios relacionados. La rama de soluciones de comunicaciones diseña y proporciona sistemas de conexión de banda ancha, telefonía móvil y sistemas de conexión inalámbricos. La rama de dispositivos electrónicos incluye semiconductores, pantallas y otros componentes electrónicos.
Produce las Versa notebooks para el mercado internacional y las Lavie series para el mercado japonés. NEC fue también el creador del Earth Simulator, el superordenador más rápido del mundo en ese momento. NEC es parte del grupo Sumitomo.

## Historia
En el año 1980, NEC creó el primer procesador de señal numérica, el NEC µPD7710. En los últimos cinco años NEC se ha situado como una de las cuatro compañías importantes por número de patentes publicadas en los Estados Unidos, con un promedio de 1764 adquiridas por año.
Antes llamada Nippon Electric Company, retitulada en 1983, sigue con el viejo nombre en Japón. NEC fue fundada por Kunihiko Iwadare. NEC se estableció con Western Electric para convertirse en primera empresa a riesgo compartido japonés con el capital extranjero.
El 11 de septiembre de 2008, NEC Corporation y Sony Corporation firmaron un acuerdo para la transferencia del 45% de las acciones que poseía NEC Corporation en la empresa filial Sony NEC Optiarc Inc. hacia Sony, convirtiéndola a partir de entonces en una filial propiedad del grupo Sony. 
Como resultado de este acuerdo, NEC Corporation deja de fabricar unidades ópticas y otros componentes informáticos. El 27 de enero de 2011, NEC formó una empresa conjunta con el fabricante chino de PCs Lenovo, el cuarto mayor fabricante de PCs del mundo. Como parte del acuerdo, las empresas dijeron en un comunicado que establecerán una nueva compañía llamada Lenovo NEC Holdings B.V., registrada en los Países Bajos.

## Posición competitiva

### Patentes
En 2023, el Informe Anual del PCT de la Organización Mundial de la Propiedad Intelectual (OMPI) clasificó a NEC Corporation como el décimo quinto lugar mundial en número de solicitudes de patentes realizadas en el marco del Sistema del PCT, con 1,592 solicitudes de patentes publicadas durante 2023.